# Kvillajabark
Kvillajabark (også panamabark, morillobark, sæbebark, cortex quillajae) er barken af det sydamerikanske træ Quillaja saponaria. 
Barken har førhen været brugt til vask af tøj. Barken har også været brugt inden for medicinen. Barken aftages i stykker ca. 1 m lange, 15 cm brede og 1 cm tykke, evt. kasseres den yderste bark. I handelen bringes bastlaget, der er sejt og besat med glinsende krystaller af calciumoxalat. Barken har en kradsende smag og er slimet. Pulveriseret kvillajabark, et grålighvidt evt. rødligt pulver, udløser stærk nysen. Et vandigt udtræk af barken skummer stærkt. Vandet kan benyttes til tøjvask, og er ret skånsomt over for tøjets farver. 
Udtræk, gerne med alkohol, af barken er slimløsende og kan desuden benyttes til bekæmpelse af lus.